# Виланова Канавезе
Виланова Канавезе (итал. Villanova Canavese) је насеље у Италији у округу Торино, региону Пијемонт.
Према процени из 2011. у насељу је живело 1001 становника. Насеље се налази на надморској висини од 387 м.

## Становништво
| 1931. | 1936. | 1951. | 1961. | 1971. | 1981. | 1991. | 2001. | 2011. |
| ----- | ----- | ----- | ----- | ----- | ----- | ----- | ----- | ----- |
| 838   | 808   | 919   | 946   | 1.081 | 1.014 | 992   | 1.010 | 1.135 |